# Elwendia lindbergii
Elwendia lindbergii är en växtart i släktet Elwendia och familjen flockblommiga växter.
Arten förekommer från nordöstra Iran till Tadzjikistan och norra Afghanistan. Den beskrevs först av Karl Heinz Rechinger och Harald Udo von Riedl och fick sitt nu gällande namn av Michail Pimenov och Jevgenij Kljujkov.